# Scottish Prison Service
Le Scottish Prison Service (SPS) (litt.en français : « Service pénitentiaire écossais ») est une agence exécutive (en) du gouvernement écossais chargée de gérer les prisons et les établissements pour jeunes délinquants (en).
Le directeur général du Scottish Prison Service, poste actuellement occupé par Teresa Medhurst, est responsable du service pénitentiaire écossais au sein du gouvernement écossais et rend compte au secrétaire du Cabinet pour la justice.
L’Écosse dispose actuellement de quinze établissements pénitentiaires, dont deux sont à gestion privée. Le SPS emploie plus de 4 000 personnes, avec son siège social à Calton House, situé dans le quartier de South Gyle (en) à Édimbourg,.

## Direction
La directrice générale actuelle est Teresa Medhurst. Elle est assistée par le conseil d'administration de SPS qui est actuellement composé de :
- Allister Purdie - Directeur des opérations (par intérim)
- Caroline Johnston - Directrice des services corporatifs (par intérim)
- Sue Brookes - Directrice par intérim de la stratégie et de l'engagement (par intérim)

## Liste des établissements
- Prison de Addiewell (en) (géré en privé par Sodexo)
- Prison de Barlinnie (en)
- Prison de Castle Huntly (en) (Prison ouverte)
- Prison de Cornton Vale (en) (établissement pour jeunes contrevenants et prison pour femmes)
- Prison de Dumfries (en)
- Prison d'Édimbourg (en)
- Prison de Glenochil (en)
- Prison du Grampian (établissement pour adultes et pour jeunes délinquants)
- Prison de Greenock (en)
- Prison d'Inverness (en)
- Prison de Kilmarnock (en) (exploité par Serco dans le cadre d'un partenariat public-privé)
- Prison de Low Moss (en)
- Prison de Perth (en)
- Prison de Polmont (en) (Établissement pour jeunes délinquants )
- Prison de Shotts (en)

La prison de Addiewell (en) et celle de Kilmarnock (en) sont toutes deux gérées de manière privée par une société sous contrat avec le SPS.

## Autres missions

### Escorte de détenus
En novembre 2003, le SPS signe, au nom des ministres écossais, un contrat avec la société privée GeoAmey afin de mettre en place un « service d'escorte de prisonniers et de garde à vue ».
Ce contrat prévoit l'escorte de tous les prisonniers entre les cellules situées dans les postes de police, les tribunaux, les prisons et les hôpitaux. Il assure également les escortes de prison telles que les funérailles, les rendez-vous à l'hôpital et les placements communautaires, ainsi que l'exploitation des unités de garde à vue.
En 2012, SPS a reconduit la sous-traitance de ce service avec la société G4S puis à nouveau avec la société GeoAmey en 2018.

### Hôpital sécurisé
Certains prisonniers nécessitant un suivi psychiatrique sont détenus dans un hôpital psychiatrique sécurisé. Ceci est géré par le Scottish National Health Service (en) et non par le SPS.
- Hôpital d'État, Carstairs, South Lanarkshire [4]

## Suivi des détenus après leur incarcération
La mise en œuvre d'un programme de suivi nommé Throughcare, a considérablement réduit la récidive. Le programme consiste à offrir aux prisonniers libérés un toit au-dessus de leur tête, à trier leurs avantages et leurs besoins médicaux et à leur montrer que quelqu'un se soucie d'eux. Dans ce cadre, 78% des anciens détenus bénéficiant de Throughcare ne retournent pas prison au bout de deux ans.Onze sites relevant du SPS ont ainsi mis en œuvre Throughcare.

« Les TSO [Throughcare Support Officers] utilisent une approche de gestion de cas, travaillant en collaboration avec le détenu, sa famille, les partenaires de services statutaires et du secteur tertiaire, pour discuter de la fourniture d'un soutien approprié et pour développer un plan personnalisé pour soutenir la personne pendant sa transition de la détention. de retour dans la communauté. »

## Couverture médiatique
Le SPS a été présenté dans de nombreuses émissions de télévision, notamment dans l'émission de télévision Prison: First & Last 24 Hours (en) diffusée sur la chaine de télévision britannique Sky One entre le 28 octobre 2015 et le 5 décembre 2016.